# 易纬
《易纬》是针对《易经》而言的緯書，为漢代易学主流之一。
一般認為《易緯》属於孟、京之學，成书於西汉哀、平之际。《易緯》今存《易緯乾坤鑿度》一卷、《易緯乾鑿度》一卷、《易緯稽覽圖》二卷、《易緯辨終備》一卷、《易緯通卦驗》二卷、《易緯乾之序制記》一卷、《易緯是類謀》一卷、《易緯靈坤圖》一卷等。明代以前《乾凿度》與《乾坤凿度》已合为一书。自宋以来，多数学者认为《乾坤凿度》为偽書。清初四庫館臣收錄《易緯》八種，均為輯佚，多有殘缺。《四庫全書總目提要》认为《乾凿度》在《易纬》中最为醇正，後人徵引最多。